# Оклахомский университет

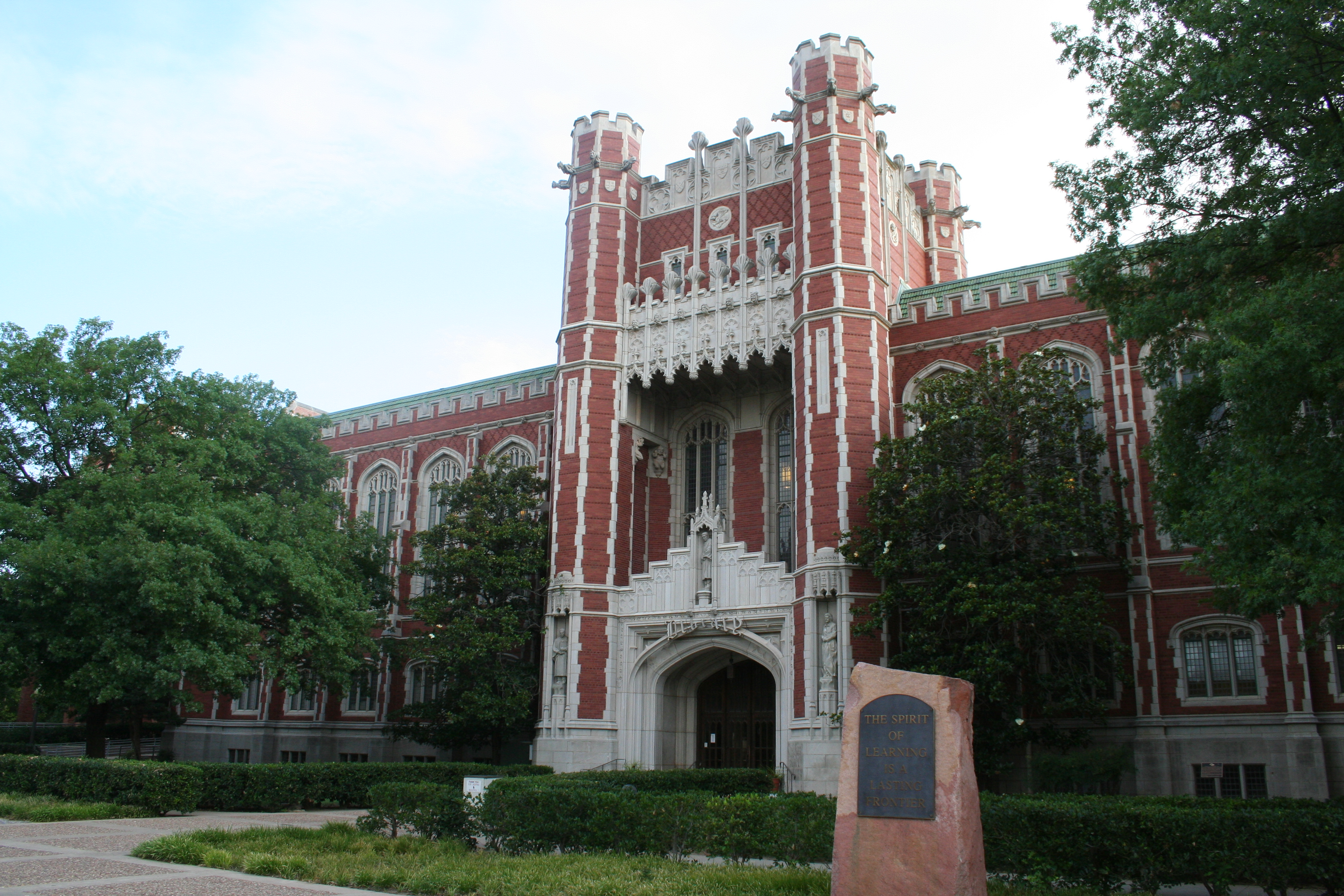
Мемориальная библиотека им. Бизелла

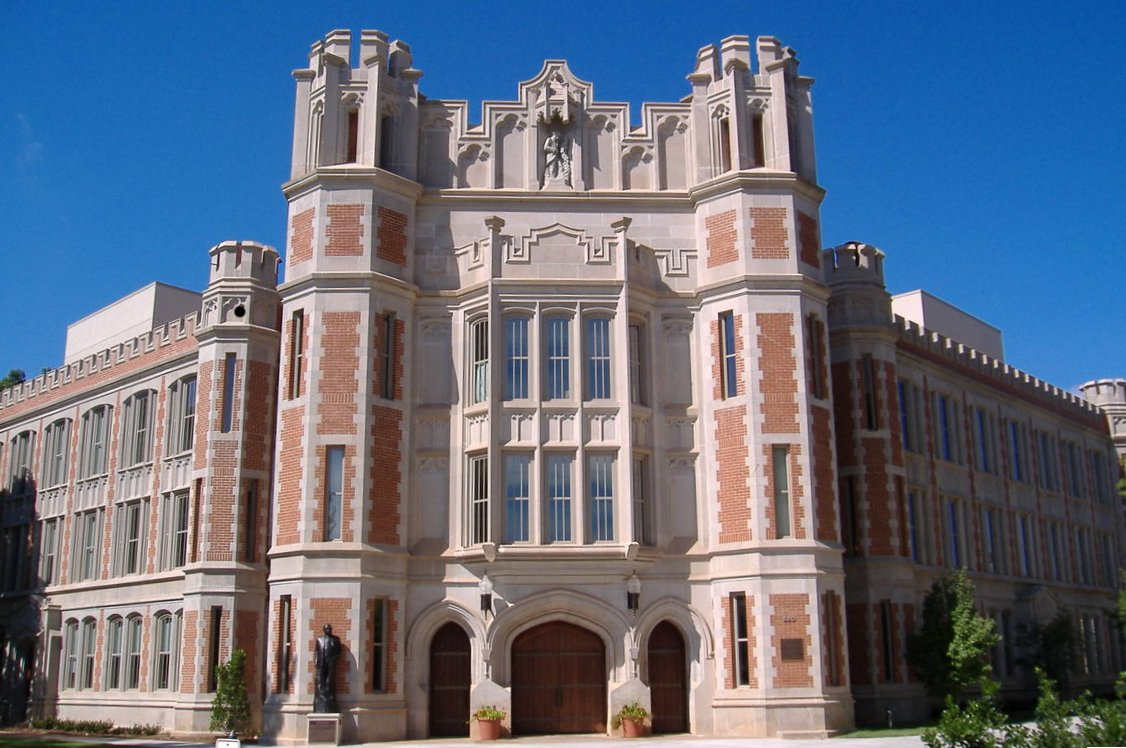
Центр искусств им. Дональда У. Рейнольдса

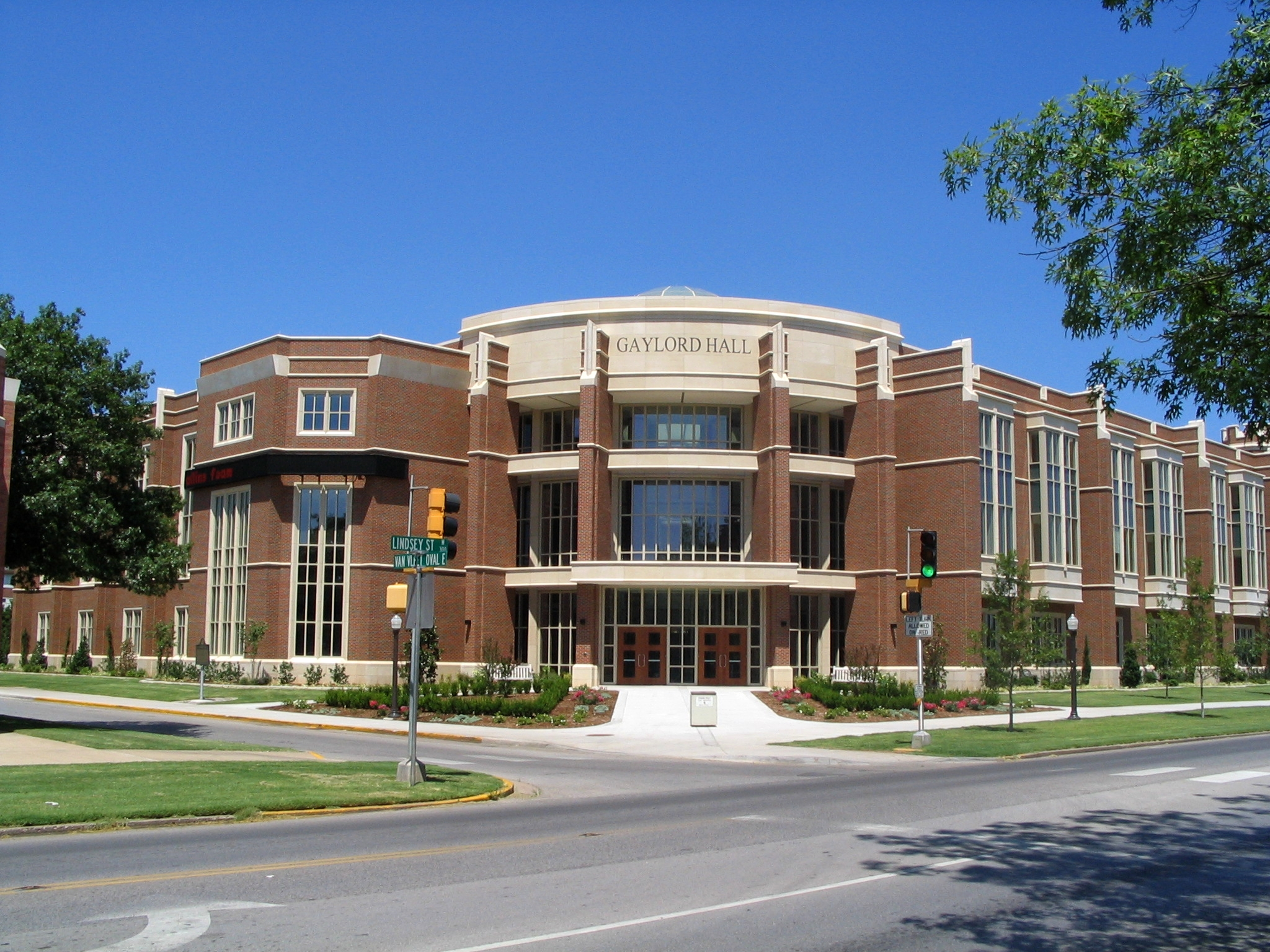
Факультет журналистики и массовых коммуникаций им. Гэйлорда

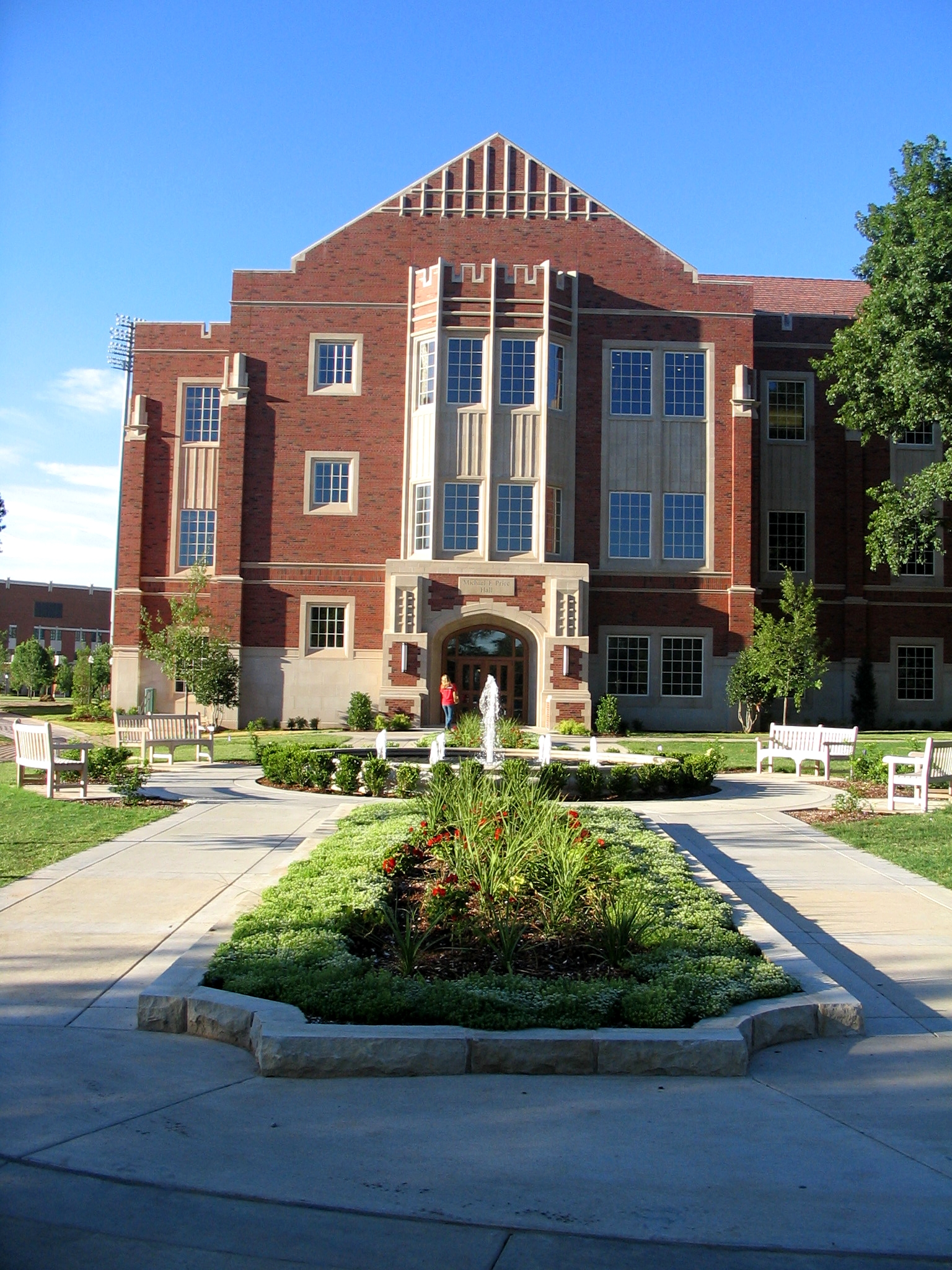
Здание бизнес-школы им. Прайса

Оклахомский университет или Университет Оклахомы (англ. University of Oklahoma, OU) — государственный исследовательский университет, расположенный в г. Норман, штат Оклахома. Самое большое высшее учебное заведение в штате Оклахома.
В университете действуют 152 программы бакалавриата, 160 магистерских и 75 докторских программ. Кроме основного кампуса в Нормане имеется университетский госпиталь и медицинский факультет в Оклахома-сити, а также филиал в Талсе, где обучаются 3 500 студентов.
Дэвид Борен, бывший сенатор США и губернатор Оклахомы, занимал пост президента университета с 1994 по 2018 гг. Джеймс Л. Галлогли сменил Борена на должности президента университета 1-го июля 2018 года.
Университет занимает первое место среди государственных университетов по приему национальных стипендиатов, а также входит в топ-10 по выпуску стипендиатов Родса. Новостной журнал US News & World Report оценивает университет как 58-й в категории «Лучшие государственные школы - национальные университеты». PC Magazine и Princeton Review оценили его, как один из «20 самых прогрессивных университетов» в 2006 - 2008 гг. В то же время Фонд Карнеги классифицирует университет, как «Исследовательский университет с очень высокой исследовательской активностью». На территории университета есть два известных музея: Музей искусств Фреда Джонса-младшего, специализирующийся на французском импрессионизме и произведениях коренных американцев, и Музей естественной истории Сэма Нобла.
В академической среде университет известен своими исследованиями и работами в области нефтегазового дела, архитектуры, геологии, истории наук, метеорологии и права.
Университет Оклахомы также отличается своей программой спорта, в частности американского футбола. Домашние игры футбольной команды «Оклахома Сунерс» ежегодно собирают на матчи до 80 000 человек со всего штата.

## История
Университет был основан в 1890 году, как территориальный университет Нормана. С 1907 года носит нынешнее название. С 1970 года университет выпускает журнал World Literature Today  (6 раз в год). Также с 1969 г. раз в два года Университетом Оклахомы вручается международная Нейштадтская литературная премия за достижения в области литературы (одна из наиболее престижных международных литературных премий, часто сравниваемая с Нобелевской премией по литературе).

## Структура
Подготовка специалистов проводится в пятнадцати колледжах по 152 направлениям. В число специализаций предлагаемых в университете входят:
- Архитектура
- География и атмосфера
- Земля и энергия
- Гуманитарные науки (37% всех студентов)
- Науки о здравоохранении (Оклахома-Сити / Талса)
- Инженерное дело (11% всех студентов)
- Журналистика и массовая коммуникация (6% всех студентов)
- Колледж изобразительных искусств
- Медицина
- Общественное здравоохранение
- Педагогика (6% всех студентов)
- Фармакология
- Физика и математика
- Врачебное и сестринское дело
- Юридический
- Экономика (14% всех студентов)
- Стоматология (Оклахома-Сити / Талса)

Университет имеет высокие национальные рейтинги. В частности, университет занимает 7-е место в рейтинге Best Petroleum Engineering Program в США, 97-е место в рейтинге лучших национальных исследовательских университетов и 58-е место среди лучших государственных университетов США (US News 2018).